# Retropinna semoni
Retropinna semoni är en fiskart som först beskrevs av Weber, 1895.  Retropinna semoni ingår i släktet Retropinna och familjen Retropinnidae. Inga underarter finns listade i Catalogue of Life.